# Ombre rosse
Ombre rosse (Stagecoach) è un film western del 1939 diretto da John Ford.
Sceneggiato da Dudley Nichols adattando il racconto di Ernest Haycox La diligenza per Lordsburg (1937), narra il viaggio di un gruppo eterogeneo di passeggeri di una diligenza attraverso il pericoloso territorio Apache. Il film ha come protagonisti Claire Trevor e John Wayne, nel ruolo che lo rese celebre, e fu il primo di molti western di Ford girati nella Monument Valley.
Proiettato in anteprima a Los Angeles il 2 febbraio 1939 e distribuito negli Stati Uniti dalla United Artists il 3 marzo, Ombre rosse fu riconosciuto come un'opera importante che trascende il genere western. Nel 1995 il film fu ritenuto "culturalmente, storicamente o esteticamente significativo" dalla Biblioteca del Congresso degli Stati Uniti e selezionato per la conservazione nel suo National Film Registry.

## Trama
Nel 1880, pur avvertiti del pericolo per la ribellione degli Apache guidati da Geronimo, un gruppo di passeggeri sale a bordo della diligenza che va da Tonto, nel territorio dell'Arizona, a Lordsburg, nel Nuovo Messico, a cui fa da scorta lo sceriffo Charlie Wilcox, in cerca del fuorilegge Ringo, fuggito di prigione per vendicarsi degli assassini del padre e del fratello. Tra i passeggeri ci sono Dallas, una prostituta cacciata dalla città dalla "lega della moralità", l'alcolizzato dottor Josiah Boone, Lucia Mallory, moglie incinta di un ufficiale di cavalleria, in viaggio per unirsi al marito, e il venditore di superalcolici Samuel Peacock. A questi si aggiungono il giocatore d'azzardo Hatfield e il banchiere Raffaello Gatewood, in fuga con il denaro sottratto alla banca.
Lungo la strada la diligenza si imbatte proprio in Ringo, che viene preso in custodia da Wilcox. Arrivati ad Apache Wells, Lucia va in travaglio e partorisce con l'assistenza del dottor Boone aiutato da Dallas, di cui Ringo si innamora. Dopo aver varcato il guado di Lee's Ferry, quando tutti pensano che il pericolo sia ormai passato, la diligenza viene attaccata. Durante un lungo inseguimento, quando le munizioni sono esaurite e Hatfield è ferito a morte, il Sesto Cavalleria arriva in soccorso.
A Lordsburg, Ringo attua la sua vendetta uccidendo in duello i fratelli Plummer, poi, sapendo di dover tornare in prigione, si riconsegna a Wilcox. Ma questi lo libera, lasciando che attraversi insieme a Dallas il confine messicano.

## Produzione

### Pre-produzione
I diritti de La diligenza per Lordsburg furono acquistati da John Ford poco dopo la pubblicazione del racconto nella rivista Collier's il 10 aprile 1937. Secondo Thomas Schatz, Ford sostenne che la sua ispirazione nell'espandere Ombre rosse oltre la spoglia trama del racconto fu la sua familiarità con un altro racconto, Palla di sego di Guy de Maupassant, anche se Schatz ritiene che "ciò regge a stento a un esame". La dichiarazione di Ford sembra essere anche la base per l'affermazione che lo stesso Haycox si sia basato sul racconto di Guy de Maupassant. Tuttavia, non sembra esserci alcuna prova concreta del fatto che Haycox avesse effettivamente familiarità con Palla di sego, specialmente perché è stato documentato che egli evitasse di leggere lavori altrui che potessero influenzare inconsciamente la sua scrittura, e focalizzava la sua lettura personale nell'area della storia.
Ford propose il progetto a diversi studios di Hollywood, che lo rifiutarono perché i western di grosso budget erano fuori moda e perché Ford insisteva nel voler scritturare John Wayne in un ruolo chiave. Il produttore indipendente David O. Selznick infine acconsentì a produrlo, ma fu frustrato dall'indecisione di Ford su quando le riprese sarebbero iniziate e aveva i suoi dubbi sul casting. Ford ritirò il film dalla società di Selznick e si rivolse al produttore indipendente Walter Wanger. Wanger ebbe le stesse riserve degli altri produttori; inoltre Ford non dirigeva un western dai tempi del muto. Wanger disse che non avrebbe rischiato il suo denaro a meno che Ford non avesse sostituito Wayne con Gary Cooper e scritturato Marlene Dietrich per interpretare Dallas. Ford rifiutò di smuoversi. Alla fine i due raggiunsero un compromesso: Wanger fornì 250.000 dollari, poco più della metà di quello che Ford stava cercando, mentre Ford mise come primo nome del cast Claire Trevor, più nota di John Wayne.

### Riprese

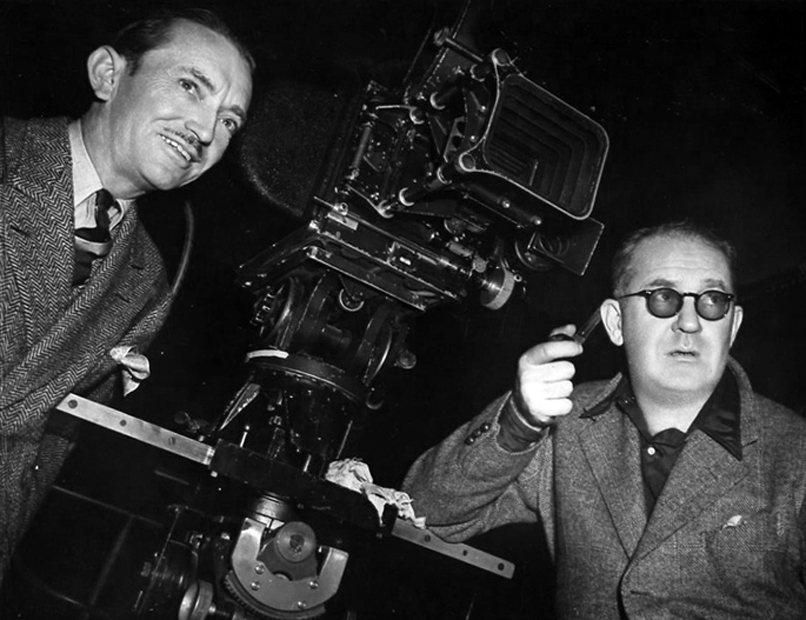
Bert Glennon e John Ford sul set del film

I membri della troupe alloggiarono a Kayenta, nell'Arizona nord-orientale, in un vecchio campo del CCC. Le condizioni erano spartane, le ore di produzione lunghe e le condizioni meteorologiche a quell'altitudine erano estreme con costanti forti venti e basse temperature. Ciononostante, Ford era soddisfatto del lavoro in location della troupe. Per tale location, le riprese si svolsero nei pressi del Goulding Trading Post, sul confine dello Utah, a circa 25 miglia da Kayenta.

## Distribuzione

### Data di uscita
Le date di uscita internazionali sono state:
- 3 marzo 1939 negli Stati Uniti
- 22 aprile in Messico (La diligencia)
- 24 aprile in Brasile (No Tempo das Diligências)
- 18 maggio in Argentina (La diligencia)
- 24 maggio in Francia (La chevauchée fantastique)
- 5 giugno in Danimarca (Diligencen)
- 22 settembre in Grecia (Η Άμαξα της Αγωνίας) e Svezia (Diligensen)
- 30 settembre in Portogallo (Cavalgada Heróica)
- 2 ottobre nel Regno Unito
- 7 marzo 1940 a Hong Kong
- 19 giugno in Giappone (Ekibasha)
- 2 novembre in Italia
- 20 febbraio 1941 in Ungheria (Hatosfogat)
- 13 ottobre 1950 in Germania Ovest (Höllenfahrt nach Santa Fé)
- 23 novembre 1951 in Finlandia (Hyökkäys erämaassa)
- settembre 1953 in Turchia (Cehennem Dönüsü)

### Edizione italiana
Nel 1950 il film fu riproposto nelle sale italiane con un nuovo doppiaggio eseguito dalla C.D.C. presso la Itala Acustica e utilizzato in tutte le successive occasioni. In questa versione furono cambiati i nomi di alcuni personaggi:
- Ringo Kid fu cambiato in Ringo e il suo vero nome Henry venne italianizzato in Enrico
- il nome di Lucy Mallory fu italianizzato in Lucia
- il nome di Curly Wilcox fu cambiato in Charlie
- il nome di Henry Gatewood fu cambiato in Raffaello
- il nome di Luke Plummer fu italianizzato in Luca.

Non essendo stata utilizzata la colonna internazionale, vennero interamente rifatti gli effetti sonori e le musiche, appositamente composte da Gioacchino Angelo. Inoltre venne rimosso l'accento ispanico del personaggio di Chris e furono tradotte anche le battute che in originale egli pronuncia in spagnolo.

### Edizioni home video
A partire dagli anni ottanta il film è stato pubblicato in numerose edizioni VHS, Laserdisc e DVD-Video da distributori diversi.
Il 10 maggio 2010 il film è stato distribuito in doppio DVD e Blu-ray Disc in America del Nord da The Criterion Collection. Entrambe le edizioni hanno in allegato un libretto con un saggio di David Cairns e il racconto originale, e includono come extra un commento audio di Jim Kitses, il corto All'assalto del viale (1917), varie interviste e featurette, un adattamento radiofonico del 1949 come file MP3 e il trailer.
Il 14 dicembre il film è stato pubblicato in BD anche in Italia, in un'edizione realizzata da Enjoy Movies per la collana I classici introvabili! e distribuita da Koch Media. I sottotitoli trascrivono i dialoghi della versione italiana, e come extra è incluso solo il trailer originale.

## Riconoscimenti
- 1940 – Premio Oscar[9]
  - Miglior attore non protagonista a Thomas Mitchell
  - Miglior colonna sonora a Richard Hageman, W. Franke Harling, John Leipold e Leo Shuken
  - Candidato per il miglior film
  - Candidato per il miglior regista a John Ford
  - Candidato per la migliore fotografia a Bert Glennon
  - Candidato per la migliore scenografia a Alexander Toluboff
  - Candidato per il miglior montaggio a Otho Lovering e Dorothy Spencer
- 1939 – National Board of Review Award[10]
  - Migliori dieci film
- 1939 – New York Film Critics Circle Awards[11]
  - Miglior regista a John Ford

## Remake
Nel 1966 il regista Gordon Douglas diresse un remake a colori, con lo stesso titolo dell'originale (I 9 di Dryfork City, nella versione italiana), con Van Heflin, Alex Cord, Bing Crosby e Ann Margret, mentre una versione televisiva, sempre con lo stesso titolo, venne proposta da Ted Post nel 1986, con Johnny Cash, Kris Kristofferson, Anthony Franciosa e Elizabeth Ashley.

## Nella cultura di massa
Nel fumetto Tex vi è un episodio, Piccolo Lupo, pubblicato nel 1989 e palesemente ispirato a questo film, di cui riprende a grandi linee la trama.